# Proopiomelanokortin
Proopiomelanokortin (POMC) är en prekursor till protein och flera hormoner som bildas i hypotalamus och adenohypofysen. En del POMC finns också i huden. Genen för POMC finns på kromosom 2p21.
POMC har flera funktioner beroende på var den verkar och vilket hormon det bildar, till exempel pigmentering, reglering av energikällor, beteenden som hör ihop med föda och hunger, samt funktioner i perifera och centrala nervsystemet och immunsystemet. Bildningen av hormoner sker genom att enzymer (prohormonkonvertaser) frisätter molekyler från POMC. Flera peptider som bildas av POMC är prolaktinhämmande faktorer.
Djurförsök har visat att POMC-brist ger fetma och pigmentförändringar hos unga individer, det så kallade POMC-null-syndromet. Bara i ett fåtal fall kan fetman förklaras med en mutation i POMC-genen, i de övriga idiopatiska fallen kan det möjligen bero på att POMC:s aktivitet förändras i hjärnan. Vid akut brist på föda sjunker värdena av POMC och vid överflöd stiger det. I denna homeostas samverkar POMC bland annat med leptin, glukokortikoider och insulin. Vid djurförsök har dopaminerga antagonister och agonister iakttagits påverka POMC:s mitokondriella RNA.

## Peptider och hormoner som bildas av POMC
- Kortikotropin
- Endorfin (alfa-, beta-, gammaendorfin)
- Melanocytstimulerande hormon
- Lipotropin
- Kortikotropinliknande pars intermedia-peptid
- Melanokortiner